# Су У
Су У (кит. трад. 蘇武, 140 г. до н. э. — 60 г. до н. э.) — китайский дипломат и государственный деятель эпохи династии Хань. В истории Китая известен своей верностью и самопожертвованием и тем, что максимально эффективно использовал свою миссию на чужой территории.

## Биография
О его молодых годах ничего неизвестно. Впервые упомянут около 100 г. до н. э. когда между Китайской империей и кочевым народом хунну произошла своего рода разрядка, и император попытался улучшить отношения между ними, воспользовавшись приходом к власти нового предводителя хунну по имени Цедихоу (且鞮侯) и отправил делегацию во главе с Су У, который ранее занимал должность заместителя командующего императорской гвардией.
При дворе Цедихоу Су У был встречен враждебно. Два члена делегации вступили в сговор с несколькими ведущими хунну с целью свергнуть Цедихоу. Заговор был раскрыт, и Су У, пытаясь избежать заключения, предпринял попытку самоубийства. Главный советник Цедихоу, наполовину китаец по имени Вэй Лю, желая, чтобы Су У помог ему управлять страной, послал врачей, которые спасли Су У жизнь. Однако Су У отказался служить вражескому правителю, даже когда ему угрожали казнью. Из-за этого Су У был брошен в темницу где его истязали голодом, а затем сослали в район близ озера Байкал , где дипломат был вынужден жить, работая пастухом. В начале заключения ему давали так мало еды, что он выжил в холодных северных странах, только питаясь своей же одеждой.
Су У провёл 19 лет в изгнании, претерпевая большие лишения, по крайней мере, в первые годы своего плена. Тем не менее, он выдержал такое обращение, оставаясь верным своей миссии и своей родине. Только когда китайский император Чжао узнал, что Су жив, он потребовал его освобождения. 
Су У стал героем китайских народных песен и рассказов. Его история часто становилась предметом драм, поэзии и песен в истории Китая.